# Đào Hoa đảo (tiểu thuyết Kim Dung)

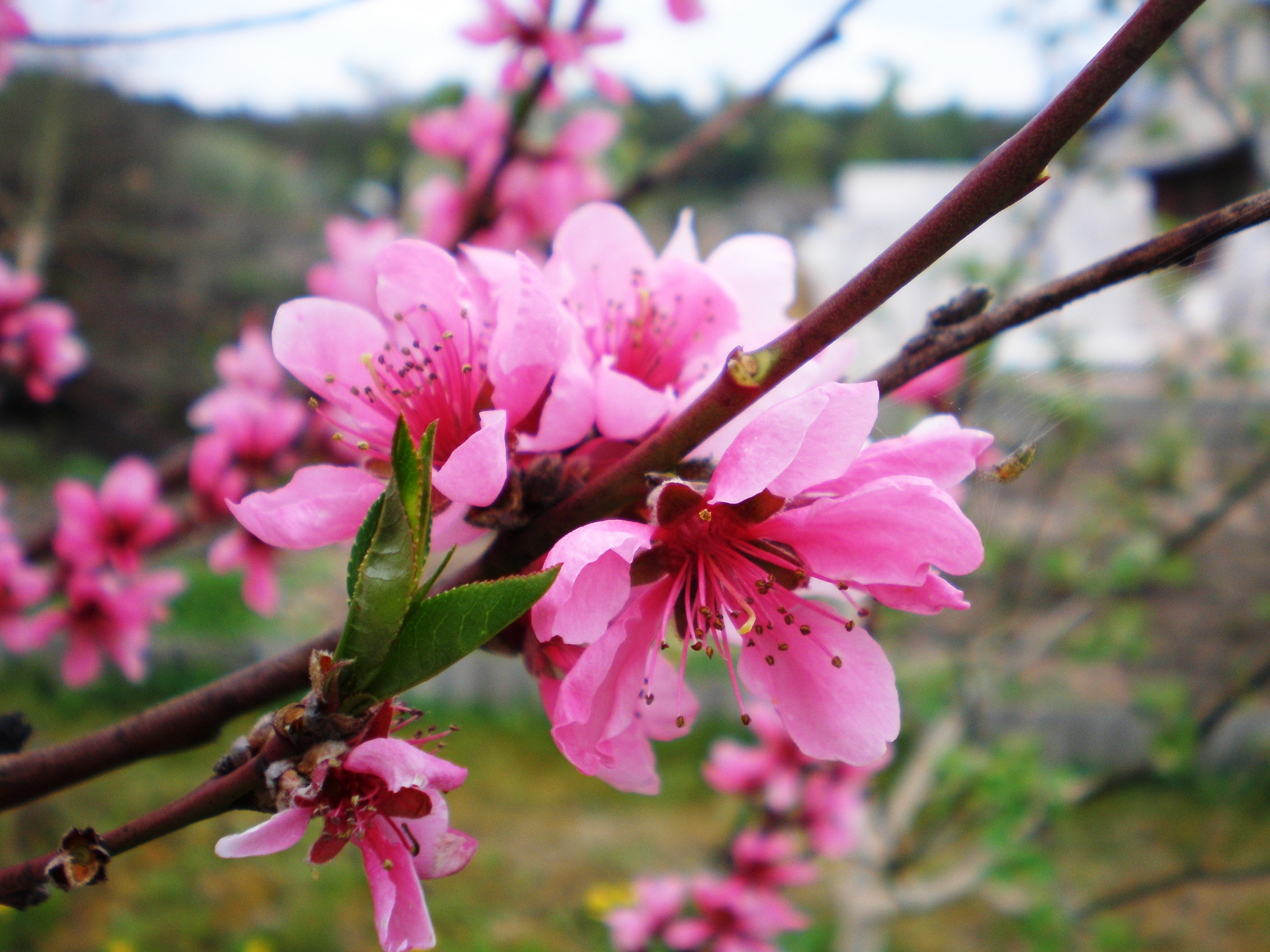
Hoa đào

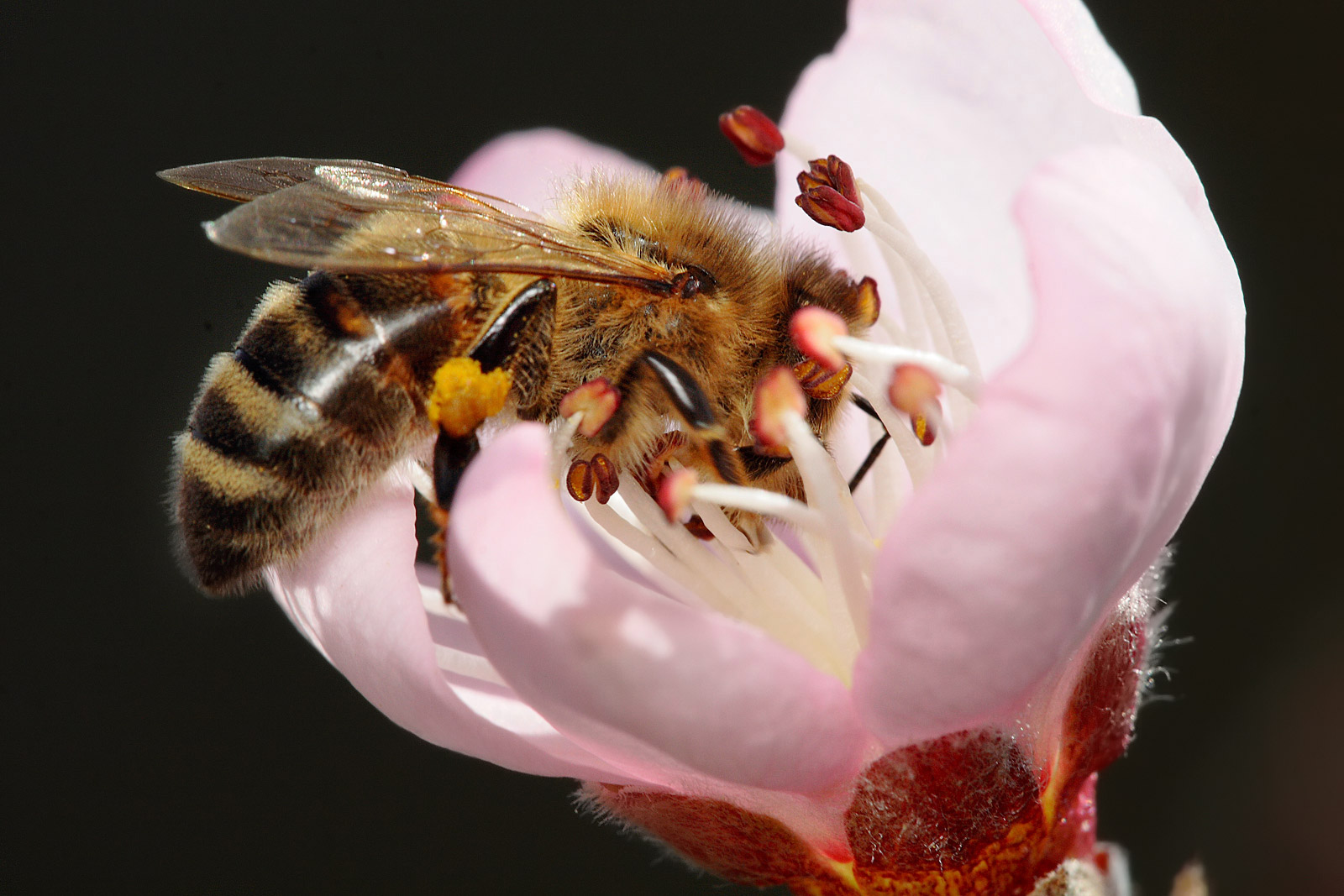

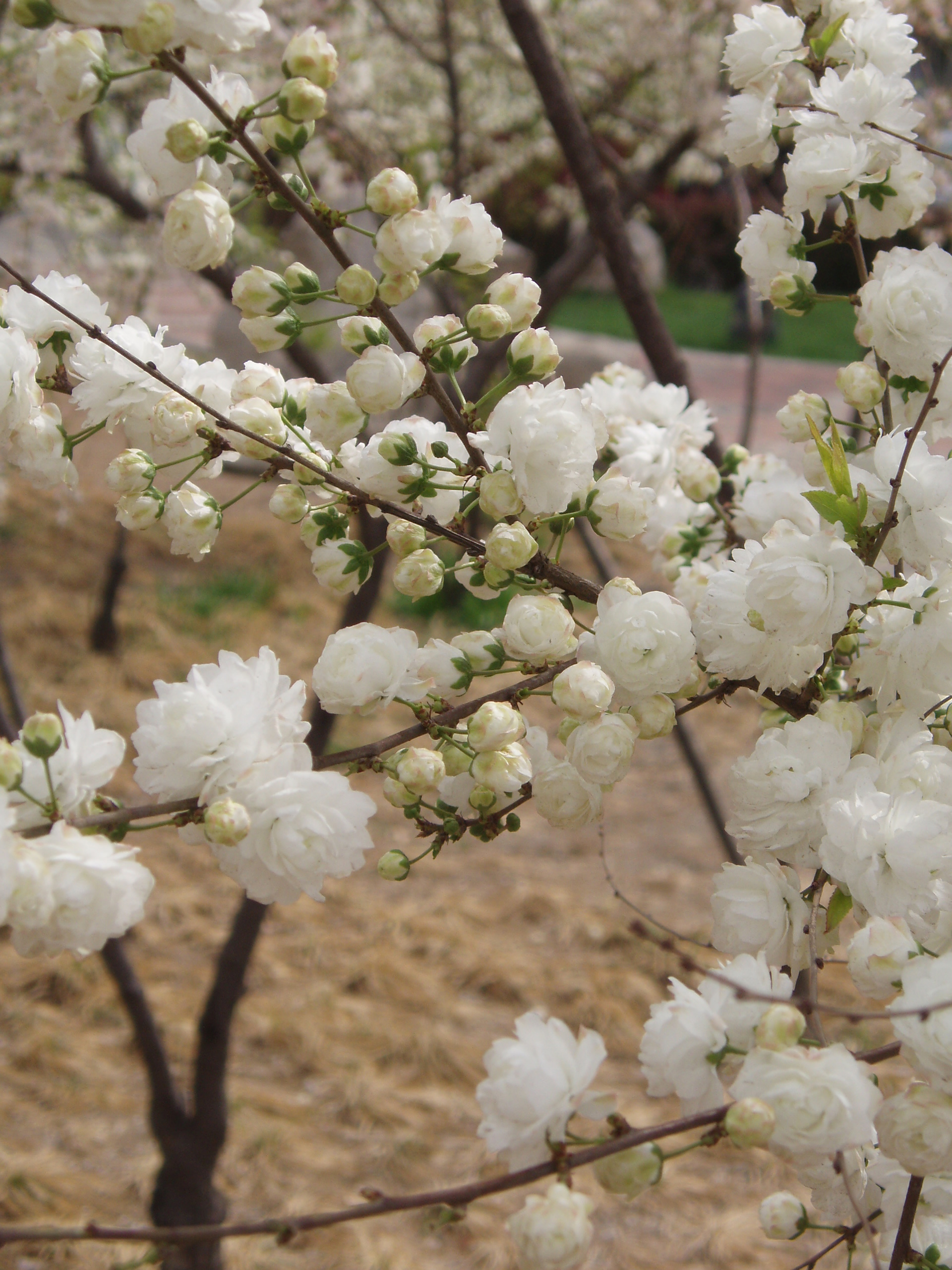
Cây hoa đào

Đào Hoa đảo là một địa danh trong bộ ba tiểu thuyết võ hiệp Xạ Điêu Tam Bộ Khúc của Kim Dung.
Đảo Đào Hoa là một đảo nhỏ nằm không xa bờ, ở ngoài khơi Trung Quốc. Trên đảo có rừng, có núi, có sông, có suối, cảnh sắc rất tươi đẹp. Đặc biệt, trên đảo còn trồng rất nhiều cây hoa đào. Vào mùa xuân, hoa đào nở rộ khiến đây giống như chốn tiên cảnh.
Đảo Đào Hoa là nơi ẩn cư của Đông Tà Hoàng Dược Sư, một trong Thiên hạ ngũ tuyệt. Ông ta là người am hiểu Kinh Dịch nên đã biến đảo Đào Hoa thành một Bát Trận Đồ khiến cho ai lạc vào không thể tìm lối ra. Ông còn nuôi rất nhiều người từng phạm tội ác trước đây, đem cắt lưỡi, chọc thủng màng nhĩ dùng làm người hầu chăm lo cho mọi thứ trên đảo. Vì vậy đối với người dân sống ven biển gần đảo Đào Hoa, họ luôn coi đây như một nơi rất nguy hiểm, không bao giờ xâm phạm.
Ngoài ra Hoàng Dược Sư còn xây rất nhiều công trình kiến trúc đẹp đẽ. Những thắng cảnh nổi tiếng trên đảo là núi Đàn Chỉ, động Thanh Âm, rừng Lục Trúc, đình Thí Kiếm.
Sau này, khi Quách Tĩnh, Hoàng Dung kết hôn. Hai người cũng về đây ẩn cư một thời gian, sinh hạ con gái lớn Quách Phù. Kha Trấn Ác, Võ Tu Văn, Võ Đôn Nho, Dương Quá cũng có một thời gian sinh sống tại đây.
Sự kiện lớn nhất xảy ra trên đảo Đào Hoa là việc Âu Dương Phong cùng Dương Khang giết chết năm người trong Giang Nam Thất Quái.
Các độc giả của Kim Dung thường cho rằng, Kim Dung đã lấy phong cảnh nước Nhật Bản để tạo nên hình ảnh đảo Đào Hoa.

## Nhân vật đảo Đào Hoa

### Phùng Hành
Phùng Hành (馮蘅) có bản dịch là Phùng Hằng (trong Võ Lâm ngũ bá, tên là Phùng Hương Diệp) là vợ của Đông Tà Hoàng Dược Sư và là mẹ của Hoàng Dung. Bà mất trước khi thời đại Anh hùng xạ điêu bắt đầu.
Phùng Hằng được miêu tả qua trí nhớ của Chu Bá Thông, bà là một người vô cùng xinh đẹp và có trí nhớ tuyệt vời. Chỉ một lần nhìn qua bản thảo của Cửu Âm chân kinh, bà đã đọc không sai một chữ nào. Tuy vậy cũng vì dụng công để chép lại Cửu Âm chân kinh từ trí nhớ của mình mà Phùng Hằng bị suy kiệt sức lực đến nỗi sau khi sinh Hoàng Dung thì qua đời.
Cái chết của bà chính là nguyên nhân tạo ra tính cách kỳ quái của Hoàng Dược Sư, gián tiếp gây ra rất nhiều sự cố về sau này như việc Hoàng Dược Sư nhốt Chu Bá Thông trên đảo, chút nữa dìm chết Hồng Thất Công, Quách Tĩnh, Hoàng Dung...

### Khúc Linh Phong
Khúc Linh Phong là đại đệ tử của Hoàng Dược Sư, có võ công cao nhất trong số các đồ đệ. Sau khi Trần Huyền Phong và Mai Siêu Phong ăn cắp quyển hạ Cửu âm chân kinh trốn đi, Khúc Linh Phong bị sư phụ đánh gãy hai chân rồi đuổi khỏi Đào Hoa đảo. Biết Hoàng Dược Sư ưa thích kỳ trân dị bảo trong thiên hạ, Khúc Linh Phong đã nhiều lần lẻn vào hoàng cung ăn cắp báu vật với hy vọng được sư phụ thu nhận trở lại, cuối cùng chết chung với Ngự tiền thị vệ của hoàng cung. Khúc Linh Phong chính là người bán rượu què mở quán rượu Khúc Tam Tửu Quán ở Ngưu Gia Thôn - nguyên quán của Quách Tĩnh và Dương Khang.
Khúc Linh Phong có con gái là Khúc Cô

### Trần Huyền Phong
Trần Huyền Phong là nhị đồ đệ của Hoàng Dược Sư. Hắn yêu sư muội của mình là Mai Siêu Phong và cùng bỏ trốn sau khi ăn cắp quyển hạ của Cửu âm chân kinh. Chính vì không biết các lý thuyết luyện nội công của quyển thượng nên hắn và Mai Siêu Phong phải tự dùng các phương pháp của mình, họ uống thạch tín rồi điều vận công lực ép độc ra, thạch tín tuy cực độc nhưng họ chỉ uống từng chút rồi vận công ép dần ra, từ đó nội lực cũng tự nhiên tăng lên nhưng điều đó khiến cho pháp môn võ công chân kinh mà Hắc Phong Song Sát luyện trở nên độc ác, đen tối. Trong trận đánh với Giang Nam thất quái, Trần Huyền Phong đã bị Quách Tĩnh đâm chết. Mai Siêu Phong đã lột da ở bụng của hắn, nơi lưu giữ bí kíp võ công Cửu âm chân kinh.

### Lục Thừa Phong
Lục Thừa Phong là đệ tử của Hoàng Dược Sư, rất giỏi về thuật Kỳ môn độn giáp. Sau khi Trần Huyền Phong và Mai Siêu Phong ăn cắp quyển hạ Cửu âm chân kinh trốn đi, Lục Thừa Phong bị sư phụ đánh gãy hai chân rồi đuổi khỏi Đào Hoa đảo. Lục Thừa Phong cùng với con trai là Lục Quán Anh dựng tòa Quy Vân trang ở Thái Hồ, trở thành thủ lĩnh đứng đầu quần hùng ở đây. Sau này Quy Vân trang bị Âu Dương Phong đốt trụi, nhà họ Lục di cư sang ải Đại Thắng.

### Vũ Thiên Phong
Vũ Thiên Phong là đệ tử của Hoàng Dược Sư. Sau khi Trần Huyền Phong và Mai Siêu Phong lấy cắp quyển hạ Cửu âm chân kinh trốn đi, Vũ Thiên Phong bị Hoàng Dược Sư đánh gãy hai chân rồi đuổi khỏi Đào Hoa đảo, sau khi rời đảo không lâu thì chết.

### Phùng Mặc Phong
Phùng Mặc Phong là đệ tử út của Hoàng Dược Sư. Khi Trần Huyền Phong và Mai Siêu Phong ăn cắp quyển hạ Cửu âm chân kinh trốn đi, Hoàng Dược Sư đã đánh gãy chân trái của Phùng Mặc Phong rồi đuổi khỏi Đào Hoa đảo. Phùng Mặc Phong lánh đến nơi heo hút, mở lò rèn mưu sinh. Một hôm gặp được Trình Anh, biết được tin tức sư môn, Phùng Mặc Phong đã ra tay đánh đuổi Lý Mạc Sầu, bảo vệ bốn người Trình Anh, Lục Vô Song, Dương Quá và cô Ngốc. Sau đó tại thành Tương Dương, Phùng Mặc Phong đã chống chọi với Kim Luân pháp vương giúp Quách Tĩnh và Dương Quá thừa cơ chạy thoát, cuối cùng bị Kim Luân pháp vương giết chết.

### Trình Anh
Trình Anh là chị họ của Lục Vô Song, thuở nhỏ được Hoàng Dược Sư cứu thoát khỏi tay Lý Mạc Sầu rồi được ông thu nhận làm đệ tử. Trình Anh đã cứu thoát Dương Quá ra khỏi Loạn thạch trận khi chàng cùng mẹ con Hoàng Dung đang bị Kim Luân pháp vương vây khốn. Trình Anh thầm yêu Dương Quá nhưng không được đáp lại. Ở Tuyệt tình cốc, nàng cùng với Dương Quá và Lục Vô Song ba người kết làm anh em. Sau này nàng cùng với Lục Vô Song và cô Ngốc ẩn cư ở vùng Gia Hưng, Chiết Giang. Trình Anh cũng cùng với sư phụ tham gia trận Nhị thập bát tú bảo vệ thành Tương Dương.

### Cô Ngốc
"Khúc Cô" là con gái của Khúc Linh Phong, vì chứng kiến cảnh cha bị chết thảm nên thần trí sinh ra điên điên khùng khùng. Hoàng Dược Sư gặp được cô Ngốc ở thôn Ngưu Gia phủ Lâm An, quyết định thu nhận cô ta làm đệ tử, muốn truyền thụ hết mọi võ công nhưng do cô Ngốc thần trí điên khùng nên không thể học nổi võ công của sư phụ. Cô Ngốc đã cùng với Dương Quá, Trình Anh và Lục Vô Song đối phó với Lý Mạc Sầu và là người nói cho Dương Quá biết kẻ thù giết cha là ai. Sau này cùng với Trình Anh và Lục Vô Song ẩn cư tại vùng quê Gia Hưng.

## Phim ảnh
- Anh hùng xạ điêu

| Năm  | Hãng sản xuất                        | Nước       | Phùng Hành      | Khúc Linh Phong  | Trần Huyền Phong | Mai Siêu Phong  | Lục Thừa Phong  | Vũ Thiên Phong | Phùng Mặc Phong |
| ---- | ------------------------------------ | ---------- | --------------- | ---------------- | ---------------- | --------------- | --------------- | -------------- | --------------- |
| 1976 | CTV                                  | Hồng Kông  | -               | -                | Giản Năng Thanh  | Trương Mẫn Đình | Tào Đạt Hoa     | -              | -               |
| 1983 | TVB                                  | Hồng Kông  | Trần Gia Nghi   | Ngô Nghiệp Quang | Dương Đàm Đường  | Hoàng Văn Huệ   | Quan Hải Sơn    | -              | -               |
| 1988 | CTV, ATV                             | Đài Loan   | Trần Ngọc Liên  | Bạch Di Hân      | Vưu Quốc Đống    | Trần Lệ Hoa     | Tạ Kiến Văn     | -              | -               |
| 1994 | TVB                                  | Hồng Kông  | Hà Khiết San    | Lục Ứng Khang    | Mã Đức Chung     | Mạch Thúy Nhàn  | Phương Kiệt     | -              | -               |
| 2003 | CCTV                                 | Trung Quốc | Hồ Thái Hồng    | Lưu Phương       | Trương Tiếu Quân | Dương Lệ Bình   | Ô Lan Bảo Âm    | -              | -               |
| 2008 | Thượng Hải Đường Nhân                | Trung Quốc | Vương Hiểu Thần | -                | Vương Vân Siêu   | Khổng Duy       | Vương Nhất Phàm | -              | -               |
| 2017 | Công ty điện ảnh Hoa Sách và Hoàn Mỹ | Trung Quốc | Lý Y Hiểu       | -                | Trương Hi Lai    | Mễ Lộ           | Thường Thành    | -              | -               |

- Thần điêu hiệp lữ